# Droga Królewska (Persja)

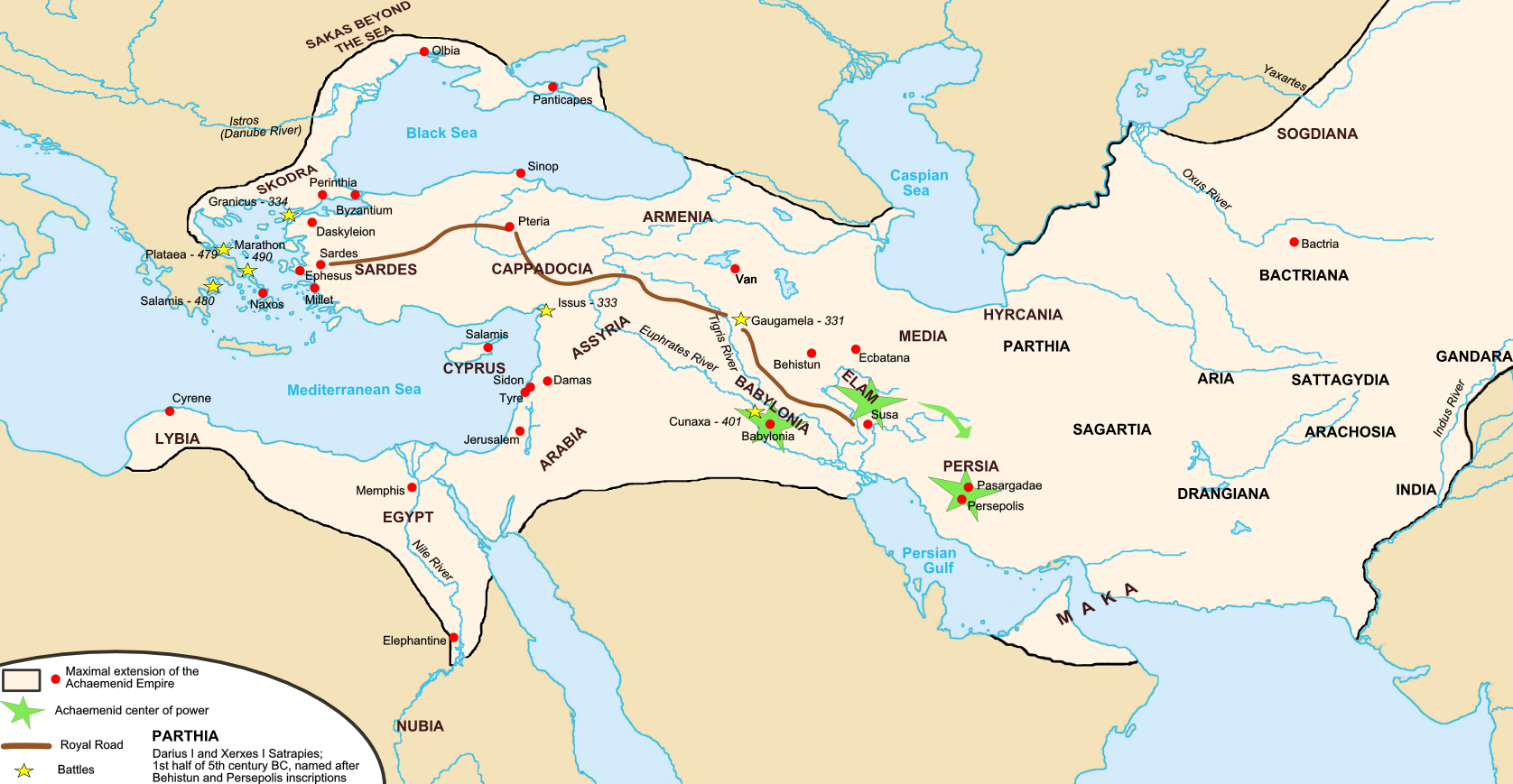
Mapa Drogi Królewskiej w państwie Achemenidów.

Droga Królewska (pers. ‏راه شاهی‎) – trakt, który umożliwiał połączenie centrum Persji z rejonami graniczącymi ze światem greckim. Z tego też względu droga miała duże znaczenie gospodarcze, handlowe i militarne.
Droga z Suzy do Sardes jest najsłynniejszą Drogą Królewską starożytnego Iranu, o długości 2575 kilometrów. Dariusz I, rozbudowując administrację i system komunikacji w miastach, zbudował między nimi drogi łączności. Opisywana m.in. przez Herodota (V, 52 - 54  i VIII, 98) droga z Suzy do Sardes na trasie miała 111 stacji pocztowych, gdzie można było zmienić konie. Droga była uważana za najbezpieczniejszą, ponieważ była cały czas patrolowana przez oddziały strażnicze i dlatego, że wiodła przez zamieszkane osiedla. Droga ta zaczynała się w Sardes, przecinała Lidię i Frygię, i prowadziła aż do Cylicji. Odcinki które były niebezpieczne (ze względu na warunki podłoża) zostały wybrukowane, ustanowiono na niej także dwa pasy ruchu. System komunikacji był tak doskonały, że kurier perski mógł pokonać drogę z Sardes do Suzy w siedem dni.